# Stichting AAP

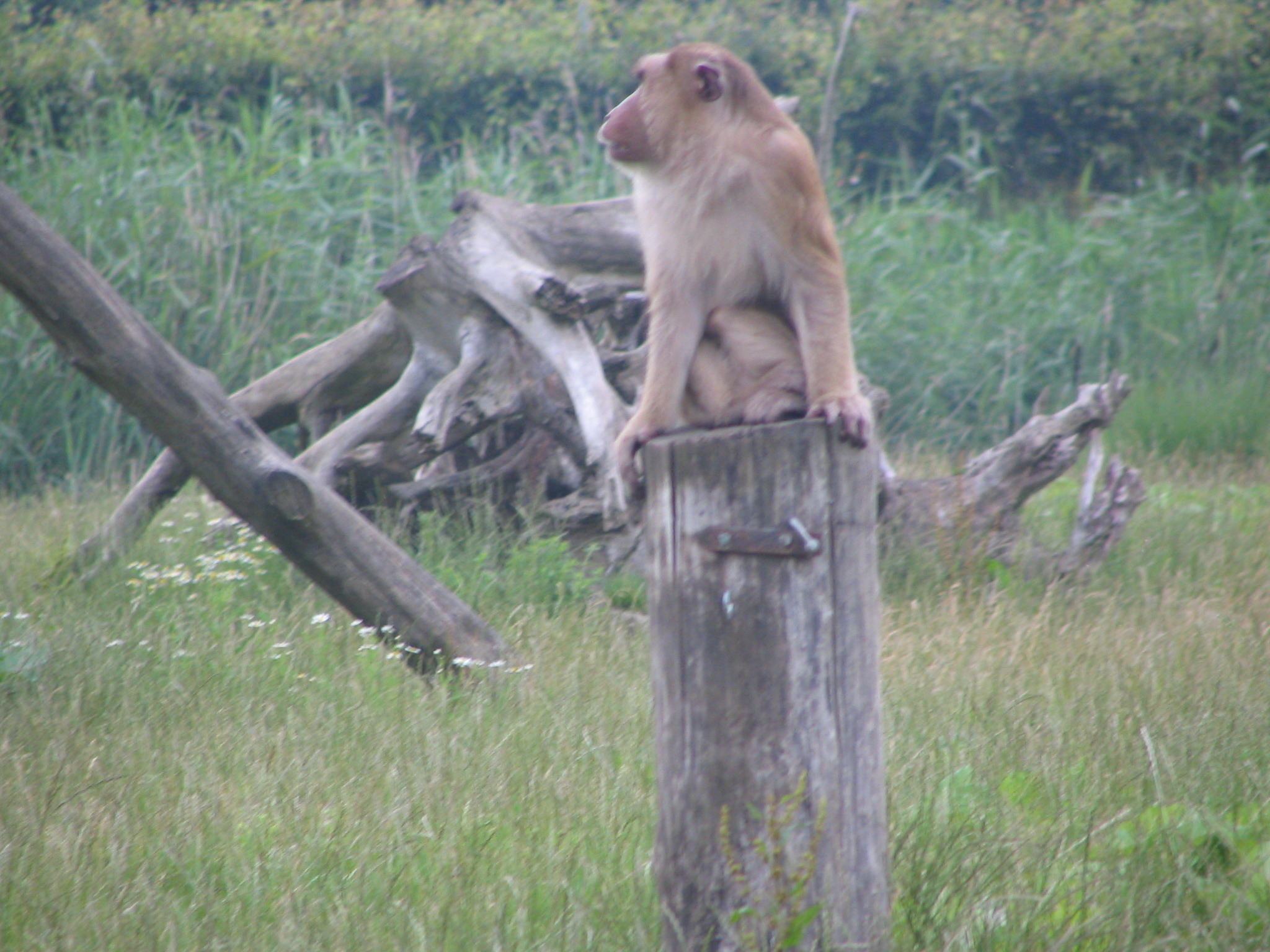
Affen bei Stichting AAP

Stichting AAP ist eine Organisation, die Tiere in Not aufnimmt und sich für bessere Tierschutzgesetze in  Europa einsetzt.

## Geschichte
Die Organisation wurde 1972 als „Animal Advocacy and Protection“ (= AAP) gegründet. Seit den 1960er-Jahren gab es einen Trend, nicht-einheimische Tiere als Haustiere zu halten, insbesondere Affen. Wenn diese Tiere – die in der Regel als Jungtiere erworben wurden – größer wurden und begannen, erwachsene Verhaltensweisen zu zeigen, wurde klar, dass sie sich nicht als Haustiere eigneten. Sie wurden zunehmend abgegeben. Daraus ergab sich die Notwendigkeit, eine eigene Auffangstation für diese Tiere einzurichten.
Die erste Auffangstation befand sich in Amstelveen in den Niederlanden und war zunächst als vorübergehende Unterkunft gedacht. Für die Tiere, die nicht oder nur schwer vermittelt werden konnten, entwickelte die Stiftung schließlich Ende der 90er-Jahre den sogenannten AAP-Pensionsplan. Dieser Pensionsplan sieht vor, dass diese Tiere für den Rest ihres Lebens bleiben können, an einem eigens dafür eingerichteten Ort. Als die Stiftung 1996 von Amstelveen nach Almere umzug, hatte sie sich von einem nationalen zu einem europäischen Rettungszentrum entwickelt. Das Ziel für die verbliebenen Tiere bleibt unverändert: Die Tiere sollen geistig und körperlich wieder gesund werden und dann in eine natürlichere Umgebung in Form eines Reservats oder eines renommierten Zoos/Tierparks umgesiedelt werden.
Im September 2006 begann die Stichting AAP mit der Aufnahme von Affen aus dem Versuchstier Zentrum BPRC, das laut Gesetz nicht mehr mit Menschenaffen experimentieren darf.

## Vorgehensweise
Die Tiere wurden etwa illegal in ein Land geschmuggelt oder ausgesetzt, weil Privatpersonen sich die Versorgung nicht mehr leisten konnten. Viele andere Tiere, die zu AAP kommen, stammen aus in Not geratenen Zoos, Laboren und Zirkussen. Tiere, die bei AAP ankommen, müssen zunächst für einen Zeitraum von mindestens sechs Wochen in Quarantäne, damit sie umfassend medizinisch untersucht und behandelt werden können. Wenn das Tier nicht wieder ausgewildert werden kann, wird es anschließend in einer der AAP-Stationen mit Artgenossen zusammengeführt.
Sobald sich die Tiere erholt haben, wird ein Ort (zum Beispiel in einem Zoo oder Tierpark) gesucht, wo sie für den Rest ihres Lebens bleiben können.  Die Stiftung hat ihren Sitz auf dem Landgut De Kemphaan in Almere in den Niederlanden und ist auf Sponsoren und Spender angewiesen. Man kann zum Beispiel auch Flugmeilen an AAP spenden. Außerdem werden jährlich gebrauchte Mobiltelefone gesammelt, deren Erlös AAP zugutekommt.

## Auffangstation Primadomus
AAP hat eine Auffangstation, Primadomus (Standort Rincón del Moro), in der Nähe von Villena in Spanien eingerichtet. Diese Station dient der (manchmal lebenslangen) Pflege von Primaten und Großkatzen bestimmt.  Am 10. Mai 2009 besuchte Jane Goodall, eine  Expertin für Schimpansen, die Einrichtung. Am 24. November 2009 wurde das Zentrum offiziell eröffnet. Im Jahr 2016 wurde die Großkatzenauffangstation in Anwesenheit von  Königin Sofía von Spanien offiziell eröffnet.